# LVII Legislatura del Congreso del Estado de Sonora
La LVII Legislatura del Congreso del Estado de Sonora, comprende del período de 2003 al 2006.

## Número de Diputados por partido político
| Partido | Partido                              | Diputados Mayoría relativa | Diputados Rep. Proporcional | Total |
| ------- | ------------------------------------ | -------------------------- | --------------------------- | ----- |
|         | Partido Revolucionario Institucional | 15                         | 0                           | 15    |
|         | Partido Acción Nacional              | 5                          | 6                           | 11    |
|         | Partido Verde Ecologista de México   | 0                          | 2                           | 2     |
|         | Partido de la Revolución Democrática | 1                          | 2                           | 3     |
| Total   | Total                                | 21                         | 10                          | 31    |

## Diputados por distrito uninominal (mayoría relativa)
| Propietario                   | Distrito/Cabecera       | Partido                              | Partido |
| ----------------------------- | ----------------------- | ------------------------------------ | ------- |
| Hector Ruben Espino Santana   | I San Luis Río Colorado | Partido Acción Nacional              |         |
| Jose Rodrigo Velez Acosta     | II Puerto Peñasco       | Partido Revolucionario Institucional |         |
| Luis Alberto Cañez Lizarraga  | III Altar               | Partido Revolucionario Institucional |         |
| Miguel Ernesto Pompa Corella  | IV Nogales              | Partido Revolucionario Institucional |         |
| Carlos Galindo Meza           | V Agua Prieta           | Partido Revolucionario Institucional |         |
| Guadalupe Gracia Benitez      | VI Magdalena            | Partido Revolucionario Institucional |         |
| Carlos Samuel Moreno Terán    | VII Cananea             | Partido Revolucionario Institucional |         |
| Alejandro Elias Serrano       | VIII Arizpe             | Partido Revolucionario Institucional |         |
| Luis Carlos Griego Romero(**) | IX Moctezuma            | Partido Revolucionario Institucional |         |
| Angelica Maria Payan Garcia   | X Sahuaripa             | Partido Acción Nacional              |         |
| Jorge Alberto Gastelum Lopez  | XI Ures                 | Partido Revolucionario Institucional |         |
| Pedro Anaya Corona            | XII Hermosillo Noroeste | Partido Acción Nacional              |         |
| Gildardo Real Ramirez         | XIII Hermosillo Costa   | Partido Acción Nacional              |         |
| Luis Gerardo Serrato Castell  | XIV Hermosillo Noreste  | Partido Acción Nacional              |         |
| Alfredo Ortega Lopez          | XV Guaymas              | Partido Revolucionario Institucional |         |
| Luis Felipe Garcia de Leon    | XVI Cd. Obregón Norte   | Partido Revolucionario Institucional |         |
| Francisco Villanueva Salazar  | XVII Cd. Obregón Centro | Partido Revolucionario Institucional |         |
| Fructuoso Mendez Valenzuela   | XVIII Cd. Obregón Sur   | Partido Acción Nacional              |         |
| Onesimo Mariscales Delgadillo | XIX Navojoa             | Partido Revolucionario Institucional |         |
| Jose Rodrigo Gastelum Ayon    | XX Etchojoa             | Partido Revolucionario Institucional |         |
| Carlos Ruiz Love              | XXI Huatabampo          | Partido Revolucionario Institucional |         |

## Diputados por representación proporcional (plurinominales)
| Propietario                       | Suplente                             | Partido | Partido |
| --------------------------------- | ------------------------------------ | ------- | ------- |
| Jose Rosario Ozuna Zuñiga         | Partido Verde Ecologista de México   |         |         |
| Oscar Jose Lopez Vucovich         | Partido Verde Ecologista de México   |         |         |
| Juan Bautista Valencia Durazo     | Partido Acción Nacional              |         |         |
| Carlos Francisco Tapia Aztiazaran | Partido Acción Nacional              |         |         |
| Juan Muguel Cordova Limon         | Partido Acción Nacional              |         |         |
| Maria Mercedes Corral Aguilar     | Partido Acción Nacional              |         |         |
| Carlos Alberto Navarro Sugich     | Partido Acción Nacional              |         |         |
| Jose Yañez Navarro                | Partido Acción Nacional              |         |         |
| Jesus Bustamante Machado          | Partido de la Revolución Democrática |         |         |
| Martha Patricia Patiño Fierro     | Partido de la Revolución Democrática |         |         |

- (**) Por acuerdo del H. Congreso del estado, el 25 de noviembre de 2003 el C. Luis Carlos Griego

Romero, asumió el cargo de Diputado Propietario por el fallecimiento de C. Francisco Javier Olivarría 
Vásquez, quien encabezó la fórmula electa.